# Tadashi Takeda
Tadashi Takeda (japanisch 竹田 忠嗣 Takeda Tadashi; * 27. Juli 1986 in Penang, Malaysia) ist ein japanischer Fußballspieler.

## Karriere
Takeda erlernte das Fußballspielen in der Jugendmannschaft von JEF United Ichihara (heute: JEF United Chiba). Hier unterschrieb er 2005 auch seinen ersten Profivertrag. Der Verein spielte in der höchsten japanischen Liga, der J1 League. Im Juli 2008 wechselte er nach Okayama zum Drittligisten Fagiano Okayama. Am Ende der Saison 2008 stieg der Verein in die zweite Liga auf. Für den Verein absolvierte er 230 Ligaspiele. 2018 wechselte er zum Ligakonkurrenten FC Gifu nach Gifu. Mit Gifu stieg er am Ende der Saison 2019 in die dritte Liga ab.

## Erfolge
JEF United Chiba
- J.League Cup: 2005, 2006